# Minutenboden
Als Minutenboden werden Ackerböden (siehe Landwirtschaft) mit sehr hohen Tongehalten bezeichnet, die nur bei einem bestimmten Feuchtegehalt bearbeitet werden können und oft Probleme bei der Kulturführung mit sich bringen. Sowohl im nassen als auch im trockenen Zustand kann ein Minutenboden nicht bearbeitet werden.
Für die agrotechnische Bewirtschaftung muss ein ganz bestimmter Feuchtezustand vorliegen, der weder zu nass noch zu trocken ist. Das Zeitfenster zwischen diesen beiden Extremen ist eng und stark witterungsabhängig. Häufig beträgt es nur wenige Tage im gesamten Jahr und an diesen unter Umständen nur einige Stunden. Daher rührt die Bezeichnung Minutenboden.
Ton stellt die feinste mögliche Textur im Boden dar. Tonböden weisen vor allem Feinporen auf, die viel Wasser halten können, dieses aber kaum wieder abgeben. Aus diesem Grund können Kulturpflanzen auf Minutenböden trotz sichtbarer Bodenfeuchte unter Wasserstress stehen.
Tonreiche Böden in Deutschland sind der Pelosol, die Terra fusca oder die Kleimarsch.

## Bewirtschaftung
Ton macht Böden plastisch, was die Bearbeitung und Befahrbarkeit vor Herausforderungen stellt. Die Wasserverhältnisse sind kompliziert: Vernässte Tonböden sind zäh und bindig und benötigen lange Zeit, um wieder abzutrocknen. Auf der anderen Seite sind ausgetrocknete Tonböden steinhart, sodass Niederschläge zunächst nicht aufgenommen werden, sondern abfließen. 
Zu nasse Böden sind schmierig und verkleben die Gerätschaften. Beim Graben mit dem Spaten bleiben die Bodenschollen am Spaten kleben. Es ist kaum möglich, beim Pflügen die gewünschte, krümelige Scholle zu erzeugen, die mit einer Egge zerkleinert und verteilt werden kann. Es entsteht vielmehr ein mehr oder weniger durchgehender Tonstrang. Bei zu hoher Nässe sind die Flächen außerdem nahezu unbefahrbar, da die Maschinen einsinken, die Reifen verkleben und Bodenverdichtungen entstehen.
Nach längeren Trockenperioden sind die zu trockenen Böden stark verfestigt und verhärtet. Die Befahrbarkeit stellt unter diesen Bedingungen kein Problem dar. Eine Bearbeitung ist aber nahezu unmöglich, da der Pflug kaum in den Boden eindringt und nach oben ausschert. Die Böden müssten unter größtem Kraftaufwand auseinandergebrochen werden, wodurch es zu langfristigen Gefügeschäden käme.